# PepperShop
PepperShop ist ein seit 2001 in der Schweiz entwickeltes kommerzielles Onlineshop-System mit webbasierter Kassenlösung. Die Software wird per Webschnittstelle administriert.

## Geschichte
PepperShop startete 2001 als Diplomarbeit von José Fontanil und Reto Glanzmann über E-Commerce an der damaligen Zürcher Hochschule Winterthur, der heutigen Zürcher Hochschule für Angewandte Wissenschaften. Das ursprünglich unter der GNU General Public License lizenzierte Open-Source-Projekt mit Fokus auf den deutschsprachigen Raum wurde später um ein Sponsoringmodell für Weiterentwicklungen ergänzt und dann in ein kommerziell lizenziertes System unter der Herstellerfirma Glarotech GmbH mit Sitz in Wil SG überführt, wo die Softwareentwicklung bis heute stattfindet. Der Quelltext wird jedem Kunden offengelegt und er ist berechtigt, für sich darin Anpassungen vorzunehmen.
2016 wurde aus PhPepperShop PepperShop. Im selben Jahr wurde das System ergänzt um eine rein webbasierte Kassenlösung PepperShop POS.